# Дьяковское (Октябрьское сельское поселение)
В Рыбинском районе Ярославской области есть деревня с таким же названием, но в Назаровском сельском поселении, на противоположном, левом берегу Волги.
Дья́ковское — деревня Ломовского сельского округа в Октябрьском сельском поселении Рыбинского района Ярославской области .
Деревня расположена к северо-востоку от автомобильной дороги P151 Ярославль—Рыбинск, между этой дорогой и правым высоким берегом реки Волги, в юго-восточной части поселения и Рыбинского района. Деревня стоит на правом берегу глубокого (обрыв 10 м) оврага, выходящего к волжскому берегу. В овраге протекает ручей на современных топокартах не названный. На противоположной правой стороне оврага стоит деревня Купалино. На юго-западной окраине Дьковского расположена церковь Благовещенья. Церковь действующая, не закрывалась при Советской власти. Поблизости находилась ныне разрушенная деревянная церковь Никольская на Плясне. Откуда можно заключить, что старинное название ручья — Плясна или Плесна. К юго-западу от Купалино, практически вплотную, но на другом берегу ручья стоит крупная деревня, фактически посёлок, Дюдьково, в нём имеются многоквартирные благоустроенные дома и другие элементы инфраструктуры: средняя школа, медицинская амбулатория, отделение сбербанка, почта .
Деревня Дьяковская и Никольский погост указаны на плане Генерального межевания Борисоглебского уезда 1792 года, там же ручей, на котором они стоят обозначен как речка Плесна. С 1822 года Дьяковское относилось к объединённому Романово-Борисоглебскому уезду .
На 1 января 2007 года в деревне числился 1 постоянный житель . Почтовое отделение, расположенное в деревне Дюдьково, обслуживает в деревне Дьяковское 11 домов .